# Колчаг
Колчаг (рум. Colceag) — село у повіті Прахова в Румунії. Адміністративний центр комуни Колчаг.
Село розташоване на відстані 60 км на північ від Бухареста, 26 км на схід від Плоєшті, 141 км на захід від Галаца, 98 км на південний схід від Брашова.

## Населення
За даними перепису населення 2002 року у селі проживали 1619 осіб.
Національний склад населення села:
| Національність | Кількість осіб | Відсоток |
| -------------- | -------------- | -------- |
| румуни         | 1614           | 99,7%    |
| цигани         | 5              | 0,3%     |

Рідною мовою назвали:
| Мова      | Кількість осіб | Відсоток |
| --------- | -------------- | -------- |
| румунська | 1614           | 99,7%    |
| циганська | 5              | 0,3%     |